# Вила „Биляна“
Вила „Биляна“ (на македонска литературна норма: Вила „Билјана“) е вила на държавния глава с комплекс от вили и на други официални лица в Охрид, Република Северна Македония.
Вилният комплекс е разположен на брега на Охридското езеро, на юг от града след Студенчища. Включва вила на президента, на министър-председателя, на министри и други официални лица на Република Македония. В миналото комплексът е обслужвал и държавното ръководство на Югославия, включително Йосип Броз Тито.
Бидейки официална резиденция, комплексът е посещаван от редица известни личности от световната политика: Пан Ки-мун, Жозе Мануел Барозо, Вацлав Клаус, Сергей Лавров и мнозина други.
През лятото в комплекса почиват много високопоставени служители от държавната администрация на страната.